# Paguristes anomalus
Paguristes anomalus är en kräftdjursart som beskrevs av Eugène Louis Bouvier 1918. Paguristes anomalus ingår i släktet Paguristes och familjen Diogenidae. Inga underarter finns listade i Catalogue of Life.